# Pinal
Pinal Apači (AmerEng. Pinal Apaches). -jedna od bandi San Carlos Apača čije se područje nalazilo u planinama Pinal Mountains i njezinoj blizini, sjeverno od rijeke Gile. 
Pinali su u svojim rukama držala zemlju od planina San Francisco pa do Gile, sve dok ih 1872. nije pokorio general Crook. Otada oni žive mirno na rezervatu Fort Apache i San Carlos, obrađujući zemlju. 
U rezervatima se službeno vode kao Coyoteros.
White 1875. piše o ljepoti Pinal-žena (na rezervatu Fort Apache), usput navodi da udate žene tetoviraju bradu s tri vertikalne plave linije koje se protežu od donje usne.
Prema Bourke-u  (1882) među Pinalima su preživjele sljedeće pod-bande ili klanovi: Chisnedinadinaye, Destchetinaye, Gadinchin, Kaihatin, Klokadakaydn, Nagokaydn, Nagosugn, Tegotsugn, Titsessinaye, Tutsoshin, Tutzose, Tziltadin, Yagoyecayn. Pinali se ne smiju brkati s Pinaleño Apačima.